# 蘆葦節

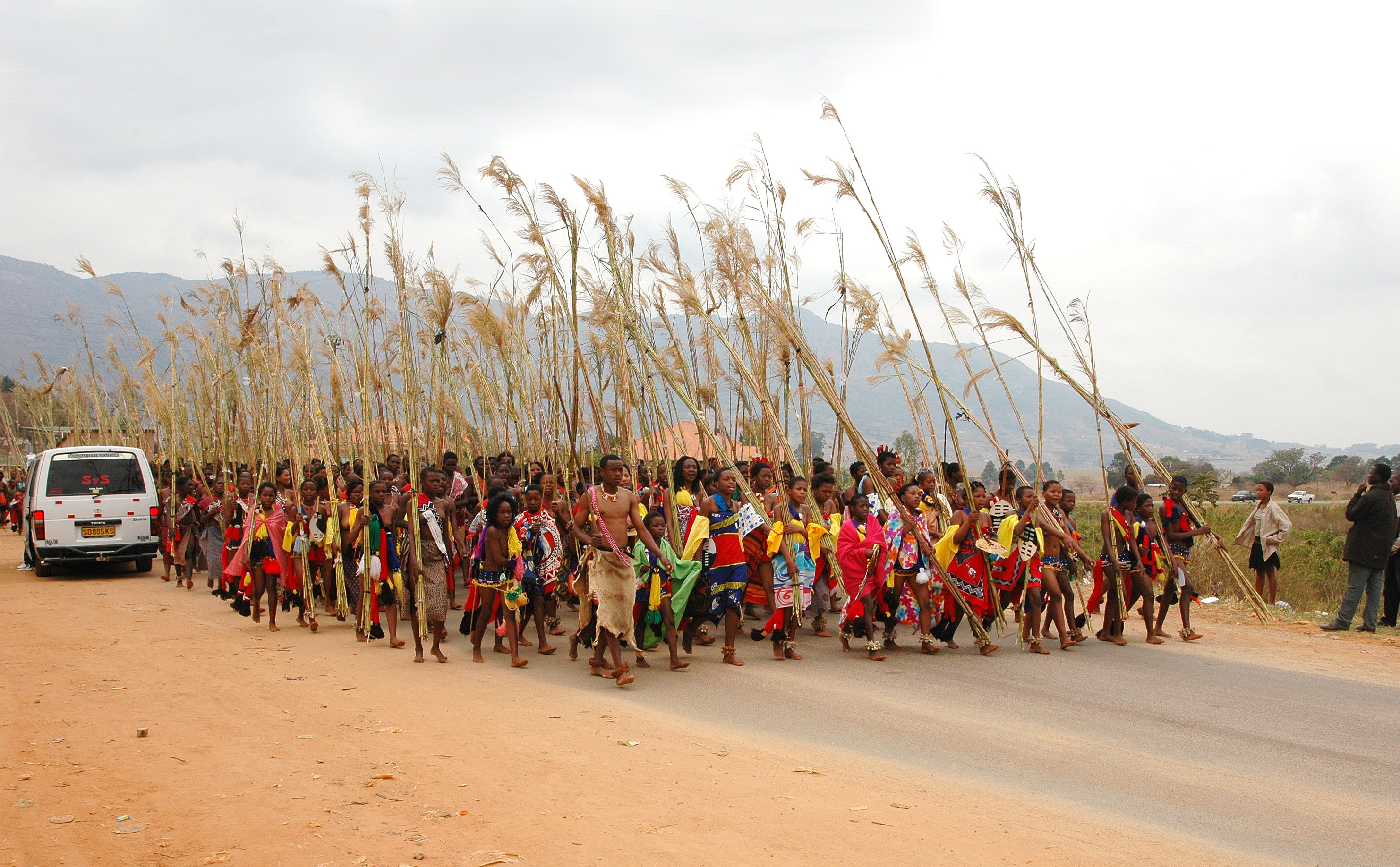
參加蘆葦舞祭典的少女獻蘆葦給王太后

蘆葦節，是一項由兩萬至三萬史瓦帝尼少女聚集並在公眾前表演舞蹈之活動。它通常在八月份舉行，此時節的氣候已不那麼炎熱，同時蘆葦草亦已成熟。數以千計的少女從該國各地前來參與活動。

## 源由
此傳統節慶最初的意義，其實是用來鼓勵年輕女性，希望她們在成熟至足以婚配以前，能夠保持她們的貞節，即避免婚前性行為。同時要使女孩們透過正式舞蹈表演前的大量準備工作，學習與他人交流合作增進溝通技巧，進而能夠更適合婚姻生活，順利解決將來夫妻生活中可能有的歧見或衝突。同時在工作營地裡也會有較年長的女性，她們傳授婚姻生活中可能出現問題的正確解決方法。

## 舞蹈內容

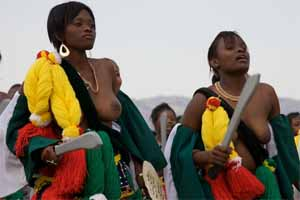
蘆葦舞少女打扮

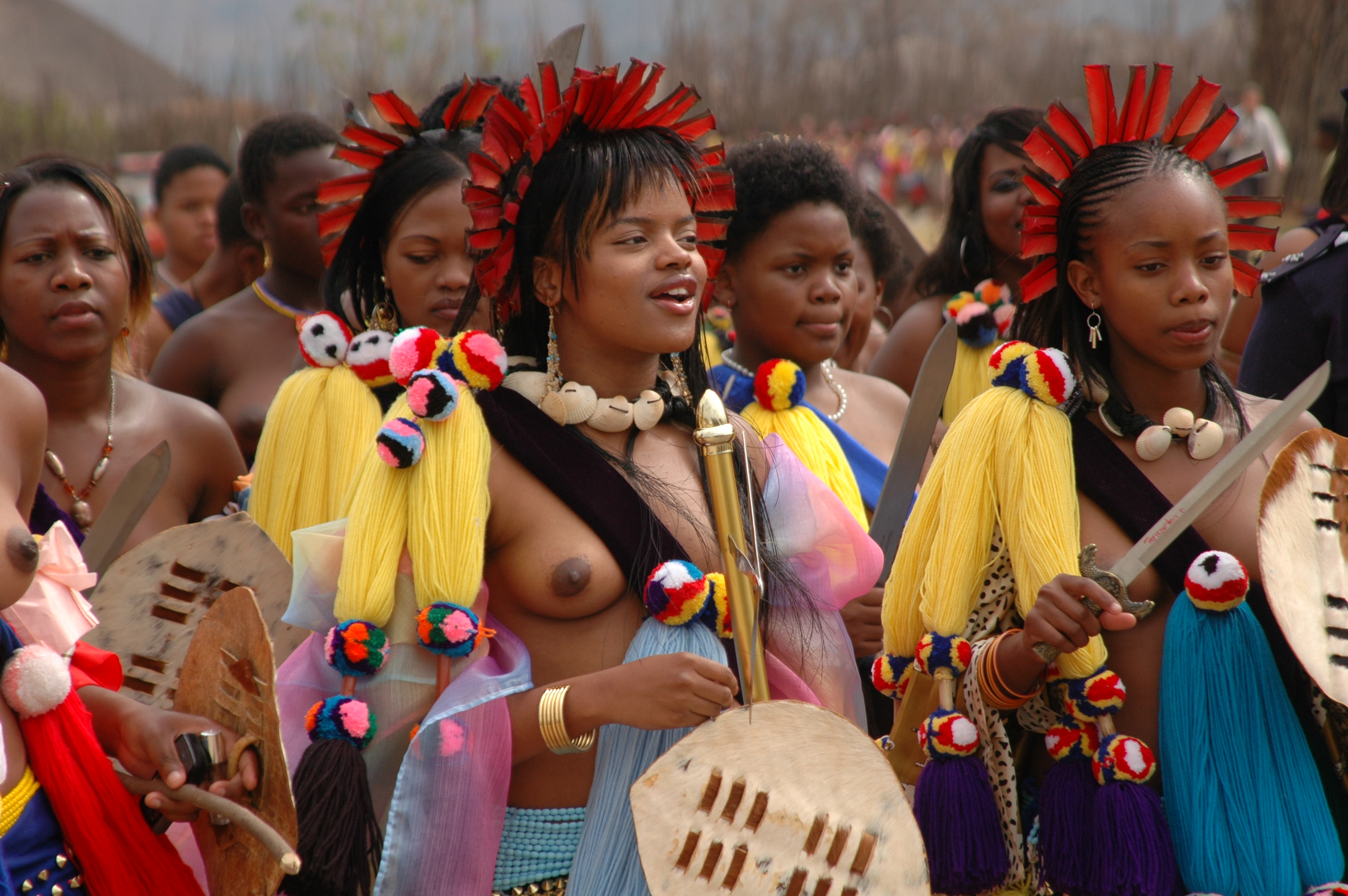
姆斯瓦蒂三世長女西卡尼索·德拉米尼公主參加蘆葦舞祭典，頭上的紅羽冠代表公主身份

在女孩們抵達工作營地並用過晚飯後，在夜色中她們出發前往摘取蘆葦。這趟從營地至蘆葦地的行程相當的耗時，有時會耗去整個晚上，但一路上女孩們都會分享彼此的故事、逗彼此開心，所以並不無趣。每個女孩各摘取約10枝蘆葦。
隔天用過早餐後，女孩們開始著裝打扮。傳統服裝包括有：ligcebesha，由史國國旗顏色的珠子製成；umgaco，從左肩披戴至右臀部，有著美麗花邊與彩珠；indlamu，帶著彩珠小短裙；emafahlawane，用在附加於褐色短襪上；umcwasho，裝飾頭部的穗花，其有各種顏色分別代表不同身份：藍色代表兒童、黃色是青少女，紅色則表示成熟婦女。而梳妝打扮完，她們便帶著自己摘採的蘆葦前往皇家村（王太后的出身地）。
整個慶典為時三天，但真正的舞蹈表演只有在最後一天才舉。第三天早上，少女們搭乘官方交通工具前往會場，所有的觀眾包括王室都會在場等候。在那裡，女孩們以最完美的傳統文化表演呈現給觀眾。同時在這天，國王會發表演說，內容一般相當廣泛，通常有關於愛滋或者國家的現狀與期待。這一天的活動吸引眾多遊客前往參觀。
當少女們跳舞時，觀眾們可以選擇加入這蘆葦舞的行列，或者用金錢表答對表演的感謝欣賞之意，而國王被允許從少女們中挑選一名妻子。2004年，姆斯瓦蒂三世曾挑選了一名16歲少女做為未婚妻，當時他已擁有11名妻子及1名未婚妻。但值得強調的是，這些來參與活動的少女們不是特別為了選妃而來，也不是被強迫出席，她們都是自願參加這蘆葦舞祭典。公主們也會參加，但她們會戴上紅羽毛冠以作識別。

## 外部連結
- 史瓦濟蘭王國傳統蘆葦節 崔靜麟 （页面存档备份，存于）(中華民國外交部)